# Roanoke Valley Rebels (EHL)
Die Roanoke Valley Rebels waren ein US-amerikanisches Eishockeyfranchise der Eastern Hockey League sowie Southern Hockey League aus Roanoke, Virginia. 

## Geschichte
Die Salem Rebels aus der Eastern Hockey League wurden 1970 nach Roanoke, Virginia, umgesiedelt und änderten ihren Namen in Roanoke Valley Rebels. Als die EHL 1973 vorübergehend aufgelöst wurde, setzten die Rebels den Spielbetrieb in der neu gegründeten Southern Hockey League fort. Die Mannschaft belegte in der SHL auf Anhieb den ersten Platz in der regulären Saison und sicherte sich in den Play-offs die SHL-Meisterschaft. Im Anschluss an die Saison 1975/76 stellte die Mannschaft den Spielbetrieb ein.  
Ein gleichnamiges Team nahm in der Saison 1992/93 am Spielbetrieb der East Coast Hockey League teil. 

## Saisonstatistik (SHL)
Abkürzungen: GP = Spiele, W = Siege, L = Niederlagen, T = Unentschieden, OTL = Niederlagen nach Overtime SOL = Niederlagen nach Shootout, Pts = Punkte, GF = Erzielte Tore, GA = Gegentore, PIM = Strafminuten
| Saison  | GP | W  | L  | T  | OTL | SOL | Pts | GF  | GA  | Platz   | Playoffs |
| 1973/74 | 72 | 53 | 19 | 0  | —   | —   | 106 | 366 | 244 | 1., SHL |          |
| 1974/75 | 72 | 29 | 41 | 2  | —   | —   | 60  | 296 | 304 | 4., SHL |          |
| 1975/76 | 72 | 29 | 28 | 15 | —   | —   | 73  | 239 | 238 | 4., SHL |          |

## Team-Rekorde (SHL)

### Karriererekorde
Spiele: 201  Wayne Mosdell
Tore: 83  Camille LaPierre
Assists: 130  Wayne Mosdell
Punkte: 171  Camille LaPierre
Strafminuten: 271  John Huber